# Gaytons
Gaytons est un quartier du village de Memramcook, dans la province de Nouveau-Brunswick, au Canada.

## Géographie
Il est situé sur la rive gauche de la rivière Memramcook. Il est relié par un pont couvert à Chemin-de-Shédiac.